# 허드슨 소프트
주식회사 허드슨(株式会社ハドソン, Hudson Soft Company, Limited)은 일본의 비디오 게임 개발사 및 배급사였다.

## 역사
1973년 5월 18일 홋카이도 삿포로시에서 쿠도 히로시, 쿠도 유지 형제가 "CQ 허드슨"이란 이름으로 아마추어 무선 관련 샵을 열었다. 1978년부터 컴퓨터를 팔면서 패키지 게임을 팔았다. 질보다는 양을 우선시한 전략 덕분에 직원이 30여명 가까이 늘어났고, 도쿄에 지사를 세웠다. PC-8801, 샤프 X1, MSX 등으로 게임을 제작하기 시작하면서 유명한 게임회사로 거듭났다.
1984년, 닌텐도,샤프와 함께 패미컴용 베이직 개발에 참여하면서 패미컴으로 게임을 개발해 그해 7월 28일, '넛츠 앤 밀크'를 발매해 닌텐도의 제 1호 서드파티가 되었다. 이후, 패미컴으로 '로드 러너', '바이너리 랜드' , '반게링 베이', '봄버맨', '스타 솔져', '타카하시 명인의 모험도' 등의 게임을 발매하며 당대 유명 서드파티였던 남코, 쟈레코, 코나미, 스퀘어, 에닉스 등과 우위를 같이 했다. 1987년 10월 30일, NEC와 함께 게임기를 개발, PC 엔진을 내놓는다. 발매는 NEC가 했지만 허드슨은 CPU칩 설계, 게임회사 모집, 신작 게임 발매 등 거의 적극적으로 참여했다. 비록 판매량은 패미컴과 메가드라이브에 밀려 세계적으로 인기를 끌지 못했지만, 일본 내에서 만큼은 어느 정도 시장을 구축했다. 전세계 판매량 580만대 중 390만대를 일본 내에서 판매했다. 이후에도 슈퍼 패미컴, 메가 드라이브, PC 엔진 등의 게임기로 '천외마경', 'PC 원인' 등의 게임을 개발하며 전성기를 이어나갔다.
1994년 12월 차세대 기기로 개발했던 PC - FX가 상업적 실패로 불과 40만대만 팔리고 단종돼 허드슨은 경제적 피해를 입는다. 이후에도 플레이스테이션이 우세였던 시장의 흐름을 개척하지 못하고 슈퍼 패미컴, 닌텐도 64와 세가 새턴 등으로만 게임을 개발했다. 1997년 12월, 홋카이도 척식은행이 파산하자 허드슨은 경제사정이 급격히 악화된다. 허드슨은 이후 플레이스테이션으로도 게임을 내며 어느 정도 수익을 올리기 시작했으나, 이미 콘솔 게임은 상대적으로 줄어들고 PC 3D게임이 주류가 되기 시작한 상황에서 2000년대 이후 별다른 대박을 칠 만한 작품을 내지 못했다.
허드슨은 2005년부터 주식을 시장에 팔기 시작했다. 코나미가 삽시간에 주식을 가져가며 대주주가 돼 코나미의 보유 주식이 100%가 되어 2011년 4월 1일에 허드슨은 코나미의 자회사가 되었다고 발표했다. 계속되는 재정난으로 허드슨은 코나미에 2012년 3월 1일 코나미와의 인수 합병을 승인한다.

## 제품

### 가정용 게임기
- PC 엔진
  - PC 엔진 셔틀
  - PC 엔진 코어그래픽스
  - PC 엔진 코어그래픽스 II
  - PC 엔진 GT
  - PC 엔진 LT
- PC 엔진 슈퍼그래픽스
- CD-ROM²
  - 슈퍼 CD-ROM²
- PC 엔진 듀오
- PC-FX

### 게임
- 다카하시 명인의 모험도
- 데카스포르타 Wii로 즐기는 스포츠 "10"종목!
- 도라에몽(패미컴)
- 마리오 파티 시리즈
- 무적코털 보보보
- 복숭아 태랑(모모타로) 시리즈
- 봄버맨 시리즈
- 카토쨩 켄쨩
- 슈퍼 마리오브라더스 스페셜

## 자회사
- 허드슨 스튜디오

삿포로에 위치했던 부서. 코나미 컴퓨터 엔터테인먼트 스튜디오의 부서로서 출발했으나 2001년 7월 26일 허드슨이 인수했다.
- 허드슨 소프트 USA

허드슨 소프트의 첫 북미 배급부서로, 1988년 사우스샌프란시스코에 설립됐다. 패밀리 컴퓨터, 슈퍼 패미컴 및 게임보이용 게임들을 배급했다. 1995년 말, 허드슨 소프트 USA는 향후 출시될 게임 배급 권리를 어클레임 엔터테인먼트에 매각하고 시애틀로 이사했다. 직후 같은 해 말에 해체됐다.
- 허드슨 엔터테인먼트

허드슨의 두 번째 북미 배급부서로, 2003년 11월 허드슨 소프트 USA의 후신으로서 플라잉 타이거의 존 브랜드스테터가 재설립했다. 본래 플라잉 타이거의 본사가 위치한 캘리포니아주 브레아에 설립됐으나, 이후 샌머테이오로 이사했다. 모바일 게임 배급사로 시작했고 2007년부터 콘솔 비디오 게임 분야로 사업을 확장했다. 2003년 7월 23일, 허드슨 소프트는 플라잉 타이거가 AT&T의 m모드 전용으로 개발한 북미 모바일 자바 게임 서비스 '게임마스터(GameMaster)'를 공개했으며, 2003년 7월 28일 NTT DoCoMo로 서비스 제공을 시작했다. 2011년 3월 31일, 허드슨이 모기업을 인수한 후 영업을 종료했다.
- 허드슨 뮤직 엔터테인먼트

허드슨 소프트의 음악 녹음 레이블 부서. 2012년 3월 1일, 코나미 디지털 엔터테인먼트의 음악 부서 KME 코퍼레이션으로 흡수됐다.

## 참조